# 너의 이름은. (소설)
《너의 이름은.》(일본어: 君の名は。 기미노나와[*])은 신카이 마코토의 일본 소설이다. 소설은 신카이 감독이 감독한 동명의 애니메이션 영화에 영감을 주었다. 일본에서는 2016년 6월 18일 KADOKAWA에서 발매되었다.

## 발매
소설은 발매 이후 2016년 9월까지 약 1,029,000부가 판매되었다. 2016년 8월 영화의 대규모 개봉 이후, 소설은 오리콘 주간 문고본 판매량에서 3주 연속 1위를 기록하였다.

## 줄거리
기후현 히다 산지 내의 가공의 마을 이토모리 정(糸守町)에 거주하는 여고생 미츠하(三葉)는 시골에서의 삶에 진저리가 나서는 다음 생에 도쿄의 꽃미남으로 태어나게 해 달라는 소원을 빈다. 이후, 도쿄의 남고생 타키(瀧)는 일어나 보니 자신이 미츠하가 되고, 미츠하 자신은 어째선지 타키의 몸에 들어가게 된 것을 알게 된다.
타키와 미츠하는 서로 몸이 뒤바뀐 것을 깨닫게 된다. 둘은 종이나 상대방의 휴대전화에 메모를 남기는 것을 통해 서로 의사 소통을 시작한다. 시간이 흐르며, 둘은 몸이 바뀌는 데 익숙해지고 서로의 삶에 간섭을 하기 시작한다. 미츠하는 타키가 그의 아르바이트 선배 오쿠데라 미키(奥寺ミキ)와의 관계를 진전하는 것을 도와 결국 그녀와 데이트를 가게 되며, 타키는 미츠하가 그녀의 학교에서 더 인기 있도록 돕는다. 미츠하는 타키에게 며칠 후 지구와 가깝게 지나갈 혜성에 대해 이야기하며, 그녀의 마을 축제 날에 혜성을 보게 될 것이 기대된다고도 이야기한다.
어느 날, 타키는 그의 몸에서 갑자기 깨어난다. 오쿠데라와의 실패한 데이트가 끝나고, 그는 미츠하에게 전화를 걸지만 전화는 닿지 못한다. 그는 이후 몸이 뒤바뀌는 것이 멈췄다는 것을 깨닫고 마침내 미츠하의 마을에 가기로 한다. 마을의 이름을 알지 못한 채, 그는 기억에 의존해 그려낸 마을 풍경의 스케치에만 의존하며 히다 지역을 돌아다닌다. 마침내, 어느 식당의 점원이 타키의 스케치 속 마을이 이토모리임을 알아본다. 타키는 그때 티아매트 혜성의 파편이 3년 전에 지구로 낙하해 이토모리 인근 지역이 사라지고, 마을 인구의 3분의 1이 사망했다는 소식을 듣게 된다. 타키는 희생자 명단을 살펴보다 미츠하의 이름을 찾는다.
미츠하와 다시 이어지기 위해, 타키는 미츠하 집안 신사의 신체(神体)로 향한다. 그와 미츠하의 시간대가 몇 년이 어긋나 있었던 것을 깨닫고, 타키는 혜성 충돌 이전의 그녀의 몸과 다시 이어지기 위해, 미츠하가 신사의 의식을 위해 만들어 남겨둔 쿠치카미자케를 마신다. 이것이 성공하여, 그는 축제날 아침에 그녀의 몸에서 일어나고, 마을을 구할 시간이 있음을 알게 된다. 그는 혜성이 충돌한다고 그녀의 친구들을 설득하고, 마을 주민들을 대피시키는 작전에 그들의 도움을 받는다. 그들이 작전을 진행하는 동안, 타키는 미츠하가 신체에 있는 그의 몸에 있다는 것을 깨닫고 그녀와 만나기 위해 다시 신체가 있는 산으로 향한다.
미츠하는 신체에 있는 타키의 몸에서 깨어나 산의 정상을 살핀다. 타키도 정상에 도착한다 그들은 서로의 존재를 느끼지만, 시간대가 어긋나 서로를 볼 수 없다. 해가 지기 시작하자, 타키와 미츠하 둘은 황혼이 되었음을 깨닫고, 둘의 몸이 다시 돌아와 서로를 볼 수 있게 된다. 타키는 미츠하에게, 이토모리 정의 정장(町長)인, 그녀의 별거 중인 아버지를 설득해 이토모리 주민들을 대피시키라고 말한다. 둘은 원래 시간대로 돌아가게 되면서 서로의 손에 자신의 이름을 적기로 하지만, 미츠하는 자신의 이름을 적기 직전에 사라지게 된다. 시간이 흐르면서, 서로에 대한 기억이 잊히며 사라지기 시작한다 둘은 서로의 이름과 둘 사이에 일어난 일들을 잊게 된다. 미츠하는 포기하기 직전 그녀의 손을 보지만 타키가 이름 대신 "좋아해"라고 적었다는 것을 알게 된다. 미츠하는 다시 마음을 먹고 아버지를 찾아가고, 곧 티아메트 혜성의 파편이 지구와 충돌해 이토모리를 파괴한다.
8년 후, 미츠하가 주변 지역에 방재 훈련을 실시하도록 그녀의 아버지를 설득해, 이토모리 주민 대부분이 제시간에 대피해 무사했다고 알려진다. 타키는 대학을 졸업하고 구직 중이지만, 여전히 뭔가 중요한 것을 잃은 듯한 기분이 남아 있다. 그는 자신이 이토모리와 연관된 잡지 등이나 익숙해 보이는 (사실 미츠하의 몸에 있을 때 알던)사람들에게 끌림을 느낀다. 전철을 따로 타던 중, 타키와 미츠하는 전철이 옆으로 마주보며 지나갈 때 서로를 보고 놀란다. 둘은 각자의 다음 역에서 내려 서로를 찾기 시작한다 둘은 마침내 한 계단에서 만나, 서로를 아는 것 같은 기분을 느끼며, 서로의 이름을 묻는다.
{너의 이름은}

## 같이 보기
- 《너의 이름은. Another Side: Earth bound》
- 《너의 이름은.(만화)》
- 《너의 이름은. (음반)》